# Nicholas Lataire
Nicholas Lataire (17 oktober 1979) is een Belgisch journalist. Hij is directeur bij News City.

## Levensloop
Hij groeide op in het Oost-Vlaamse Zomergem en studeerde af in Gent als Master in de Handelswetenschappen, daar startte hij ook zijn carrière als assistent in de Economie. Hij werd in 2010 en 2011 twee keer verkozen tot ereambassadeur van de Hogeschool Gent, samen met onder meer Jan Hoet, Wim Delvoye, Björn Soenens, Jan Becaus.
Zijn journalistieke carrière begon hij bij Het Nieuwsblad/De Gentenaar, als regionale reporter. Nadien maakte hij de overstap naar het actualiteitenmagazine Telefacts, op VTM. Daar maakte hij onder meer reportages met Vincent Kompany, de ouders van Madeleine McCann en Jill Peeters. Hij was anderhalf jaar redactiechef bij de krant De Gentenaar en werd dan teruggehaald naar VTM om er eerst eindredacteur van het nieuws te worden en sinds 2010 hoofdredacteur van de redactie van VTM NIEUWS. Op zijn 30ste ging hij aan slag als een van de jongste hoofdredacteurs ooit. Hij werd ook geselecteerd voor het Senior Fellowship van de Amerikaanse nieuwszender CNN, waar hij in een internationaal team stage liep 'op leidinggevend niveau'.
Begin september richtten dertien journalisten van de VTM-nieuwsdienst een schrijven tot de hoofddirectie, waarin ze (zonder hem te noemen) het vertrouwen in Lataire opzegden. Hij was van zijn kant in permanente ruzie met de directeur nieuws Kris Hoflack. Op 6 september 2018 nam hij na beraad met de hoofddirectie ontslag, net zoals Kris Hoflack. Lataire werd opgevolgd door An Goovaerts. Op 11 september werd zijn ontslag echter al ingetrokken, ook zijn vervangster An Goovaerts bleef op post. In 2019 werd het duo vervangen door Klaus Van Isacker. Lataire werd binnen News City adjunct-directeur. Begin 2021 werd hij er directeur in opvolging van Paul Daenen, die op pensioen gaat.